# محافظة ماسينتا
Macenta هي محافظة غينية تقع في إقليم نزيريكوري وعاصمتها هي ماسينتا . تبلغ مساحة المحافظة 7056 كيلومتر مربع ويقدر عدد سكانها بـ 278456 نسمة.

## المحافظات الفرعية
تنقسم المحافظة إدارياً إلى 10 محافظات فرعية :
1. ماسينتا مركز
2. باليزيا
3. بينيكالا
4. بوفوسو
5. دارو
6. فاسكنوني
7. كوانكان
8. كوياما
9. نزيبيلا
10. أوريماي
11. بنزيازو
12. سينغبيدو
13. سيريدو
14. فاسيريدو
15. واتانكا